# Willebroek
Willebroek és un municipi belga de la província d'Anvers a la regió de Flandes. És el resultat de la fusió, l'1 de gener del 1977 de Willebroek amb els antics municipis de Blaasveld, Heindonk i Tisselt.

## Evolució de la població

### Seglexix
| Any      | 1806 | 1816 | 1830 | 1846 | 1856 | 1866 | 1876 | 1880 | 1890 |
| -------- | ---- | ---- | ---- | ---- | ---- | ---- | ---- | ---- | ---- |
| Població | 2195 | 2508 | 3030 | 3028 | 3553 | 4238 | 5125 | 6011 | 8164 |
|          |      |      |      |      |      |      |      |      |      |

### Segle XX (fins a 1976)
| Any      | 1900 | 1910   | 1920   | 1930   | 1947   | 1961   | 1970   | 1976   |  |
| -------- | ---- | ------ | ------ | ------ | ------ | ------ | ------ | ------ |  |
| Població | 9959 | 11.906 | 12.214 | 13.895 | 14.712 | 15.359 | 15.726 | 15.565 |  |
|          |      |        |        |        |        |        |        |        |  |

### 1977 ençà
| Any       | 1977   | 1980   | 1985   | 1990   | 1995   | 2000   | 2005   |
| --------- | ------ | ------ | ------ | ------ | ------ | ------ | ------ |
| Població  | 22.687 | 22.266 | 22.372 | 22.120 | 22.289 | 22.508 | 23.300 |
| Font: NIS |        |        |        |        |        |        |        |

## Agermanament
- Boussu
- Kiremba